# Галай, Мария Игоревна
Мария Игоревна Галай (родилась 14 октября 1992 года в Омске) — российская футболистка, защитница московского «Динамо». Выступала за сборную России.

## Биография
Родилась в спортивной семье, футболом увлеклась в возрасте 9 лет и играла за школьную команду. С 13 лет занималась в СДЮСШОР РЦПФ «Иртыш», первый тренер — Е. Н. Иванова. Выступала в большом футболе и мини-футболе. Неоднократно выигрывала Кубок Урала и Западной Сибири по мини-футболу, становилась чемпионкой МРО Урала и Западной Сибири, а также серебряным призёром Кубка Евразии. В 2009 году в составе омского «Иртыша» стала бронзовым призёром чемпионата России в первом дивизионе.
В 2012—2018 годах играла за клуб «Звезда-2005» (Пермь), провела более 60 матчей в высшей лиге. В составе «Звезды-2005» завоевала Кубок России (2013, 2015, 2016), становилась чемпионкой (2014, 2015, 2017), серебряной (2013, 2016) и бронзовой (2018) медалисткой чемпионата России.
В 2019 году перешла в клуб чемпионата Белоруссии «Минск». В первом сезоне стала чемпионкой, обладательницей Кубка и Суперкубка Белоруссии. В 2020 году снова завоевала Суперкубок страны, а также стала вице-чемпионкой и финалисткой Кубка Белоруссии.
В 2021 году вернулась в Россию и присоединилась к московскому «Локомотиву». Обладательница Суперкубка России 2021 и 2022 годов, чемпионка России 2021 года, бронзовый призёр 2022 и 2023 года. В начале 2024 года покинула «Локомотив» и перешла в «Динамо».
Мария выступала в составе молодёжной сборной России, привлекалась на учебно-тренировочный сбор в 2009 году в Сочи. В 2010 году выступала за сборную Омской области на «Кубанской весне». В составе студенческой сборной России завоевала бронзовую медаль летней Универсиады 2017 года.
За основную сборную России дебютировала 23 ноября 2017 года в матче против Бельгии. 5 апреля 2018 года забила первый гол за сборную, отличившись в матче против сборной Боснии и Герцеговины и реализовав выход один на один (итоговая победа 6:1). В 2021 году после двухлетнего перерыва вернулась в состав сборной.